# Большой Борок (Тверская область)
Большо́й Боро́к — село в Кувшиновском районе Тверской области, входит в состав Прямухинского сельского поселения. До 2015 года — административный центр Борковского сельского поселения.
Находится в 18 километрах к востоку от районного центра Кувшиново на реке Осуге. К северу от села проходит автодорога А111 «Торжок—Кувшиново—Осташков», ещё севернее — железнодорожная линия «Торжок—Соблаго» и станция Бакунино (2 км от села).
Население по переписи 2002 года — 279 человек, 115 мужчин, 164 женщины.

## История
Село Большой Борок образовалось при объединении насёленных пунктов Борок, Кузьма-Демьян и Сосенка (Игумново).
В Списке населённых мест Тверской губернии 1859 года в Новоторжском уезде значатся: владельческое сельцо Борок, имеет 26 дворов, 221 житель; Благовещенский (Кузмодемьяновский) погост и село казённое, имеет 20 дворов, 136 жителей; владельческое сельцо Игумново (Выставка), имеет 9 дворов, 36 жителей.
Благовещенский при Осуге погост (село Косьма-Демьяна) известен с XVI века. В 1914 году в приход Благовещенской церкви входили 25 деревень с населением 4592 жителя.
В 1913 году село Большой Борок центр Прямухинской волости Новоторжского уезда.
В 1997 году — 182 хозяйства, 284 жителя. Администрация сельского округа, центральная усадьба колхоза «Маяк коммунизма», отделение Кувшиновского сырзавода, неполная средняя школа, ДК, библиотека, медпункт, магазин.

## Население
| 1859 | 1884 | 1989 | 2002 | 2010 |
| ---- | ---- | ---- | ---- | ---- |
| 221  | ↗290 | ↗314 | ↘279 | ↘257 |

## Достопримечательности
- Благовещенская церковь (1796)[7].
- Усадебный комплекс: главный дом (конец XVIII — начало XIX веков) с флигелем и хозпостройками, регулярный липовый парк (XVIII в.).